# Informe Nora-Minc
El Informe Nora-Minc es un informe sobre la informatización de la sociedad, publicado en diciembre de 1977 por Simon Nora y Alain Minc. En este informe se inventó la palabra y el concepto de la telemática y la puesta en marcha de la red Minitel. La edición de este informe fue un éxito en Francia.